# Biomarker (Medizin)
In der Medizin ist ein Biomarker ein messbarer Indikator für das Vorhandensein oder die Schwere eines Krankheitszustands oder eines anderen physiologischen Zustands eines Organismus. Zum Beispiel zeigt ein Biomarker eine Veränderung der Expression oder des Zustands eines Proteins an, die mit dem Risiko oder dem Fortschreiten einer Krankheit, oder auch mit dem Ansprechen der Krankheit für eine gegebene Behandlung korreliert. Biomarker können Moleküle sein, die in Teilen des Körpers (wie Blut oder Gewebe) bzw. seinen Aussonderungen (wie dem Schweiß) nachgewiesen und gemessen werden können. Sie können normale oder krankhafte Prozesse im Körper anzeigen.
Biomarker können zum Beispiel spezifische Moleküle oder Gene, Genprodukte, Enzyme oder Hormone sein. Komplexe Organfunktionen oder charakteristische Veränderungen in biologischen Strukturen können auch als Biomarker dienen. Obwohl der Begriff Biomarker noch relativ neu ist, werden Biomarker bereits seit geraumer Zeit in der präklinischen Forschung und der klinischen Diagnostik eingesetzt. Zum Beispiel ist die Körpertemperatur ein bekannter Biomarker für Fieber. Der Blutdruck wird verwendet, um das Risiko eines Schlaganfalls zu bestimmen. Cholesterinwerte werden als Biomarker und Risikoindikator für koronare und vaskuläre Erkrankungen genutzt, und C-reaktives Protein (CRP) ist ein Marker für Entzündungen. Auch kann die Anwesenheit eines Antikörpers auf eine Infektion hinweisen. Ein Biomarker kann schließlich auch eine Substanz sein, die in einen Organismus eingebracht wird, um Organfunktionen oder andere Aspekte der Gesundheit zu untersuchen. Zum Beispiel wird Rubidiumchlorid bei der Isotopenmarkierung verwendet, um die Perfusion des Herzmuskels zu bewerten. Biomarker sind in vielerlei Hinsicht nützlich, bei Krebs dienen Tumormarker beispielsweise zur Messung des Krankheitsverlaufs, zur Bewertung der effektivsten therapeutischen Verfahren für eine bestimmte Krebsart und zur Feststellung einer langfristigen Anfälligkeit für Krebs oder sein Wiederauftreten.

## Klassifizierung und Anwendung von Biomarkern
Biomarker können anhand verschiedener Parameter klassifiziert werden. Sie können anhand ihrer Eigenschaften als bildgebende Biomarker (für CT, PET, MRI) oder molekulare Biomarker eingeteilt werden. Molekulare Biomarker besitzen biophysikalische Eigenschaften, die ihre Messung in biologischen Proben ermöglichen (z.B, Plasma, Serum, Liquor, Biopsie). Weiterhin gibt es auf DNA basierende Marker wie z. B. Genmutationen oder Polymorphismen, aber auch Transkripte, Peptide, Proteine, Lipide, Metaboliten und andere kleine Moleküle. Biomarker können auch nach ihrer Anwendung klassifiziert werden, wie z. B. diagnostische, prognostische oder prädiktive Biomarker, vgl. oben. Eine weitere Kategorie von Biomarkern sind diejenigen, die bei der Entscheidungsfindung in der frühen Arzneimittelentwicklung eingesetzt werden. Beispielsweise messen pharmakodynamische Biomarker (PD-Biomarker) die pharmakologischen Reaktion, die für Studien zur Dosisoptimierung von besonderem Interesse ist.

## Biomarker von Erkrankungen und Biomarker zur Wirkung von Medikamenten
Oft wird unterschieden zwischen krankheitsbezogenen und behandlungsbezogenen Biomarkern. Krankheitsbezogene Biomarker geben an, ob eine Krankheit existiert (diagnostische Biomarker) oder wie sich eine solche Erkrankung im Einzelfall unabhängig von der Art der Behandlung entwickeln kann (prognostische Biomarker). Behandlungsbezogene Biomarker geben einen Hinweis auf die wahrscheinliche Wirkung einer spezifischen Behandlung auf den Patienten (prädiktive Biomarker). Mit anderen Worten, prädiktive Biomarker helfen bei der Beurteilung der wahrscheinlichsten Reaktion auf einen bestimmten Behandlungstyp, während prognostische Marker das Fortschreiten der Krankheit mit oder ohne Behandlung zeigen. Neben lang bekannten Biomarkern, wie z. B. im Blutbild, gibt es zahlreiche neuartige Biomarker, die in den verschiedenen medizinischen Fachgebieten zum Einsatz kommen. Derzeit wird intensiv an der Entdeckung und Entwicklung innovativer und effektiver Biomarker gearbeitet. Viele dieser Biomarker sind zur Basis für die Prävention geworden, also für eine Medizin, die Krankheiten oder das Krankheitsrisiko frühzeitig erkennt und gezielte Gegenmaßnahmen gegen die Entstehung von Krankheiten ergreift. Biomarker werden auch als der Schlüssel zur personalisierten Medizin angesehen. Mit ihnen ist es möglich, Behandlungen individuell auf bestimmte Patienten zuzuschneiden, um hocheffizient in Krankheitsprozesse einzugreifen.
In der Vergangenheit waren Biomarker in erster Linie physiologische Indikatoren wie Blutdruck oder Herzfrequenz. Inzwischen ist der Begriff Biomarker oft ein Synonym für einen molekularen Biomarker, wie zum Beispiel erhöhtes prostataspezifisches Antigen als molekularer Biomarker für Prostatakrebs. In letzter Zeit ist das Interesse an der Bedeutung von Biomarkern in der Onkologie, zum Beispiel an der Rolle von KRAS bei Kolorektalen Karzinomen und anderen EGFR-assoziierten Krebsarten, gestiegen. Bei Patienten, deren Tumoren das mutierte KRAS-Gen exprimieren, ist das KRAS-Protein, das Teil des EGFR-Signalwegs ist, immer „eingeschaltet“. Diese überaktive EGFR-Signalgebung bedeutet, dass die Signalübertragung stromabwärts fortgesetzt wird – selbst wenn die Signalgebung stromaufwärts durch einen EGFR-Inhibitor wie Cetuximab (Erbitux) blockiert wird – was zu weiterem Wachstum der Krebszellen führt. Die Untersuchung eines Tumors auf seinen KRAS-Status (Wildtyp vs. Mutant) hilft, diejenigen Patienten zu identifizieren, die am meisten von der Behandlung mit Cetuximab profitieren. Relevant sind auch zum Beispiel Veränderungen des P53-Gen sowie von MMPs.
Gegenwärtig ist eine wirksame Behandlung nur für einen kleinen Prozentsatz von Krebspatienten verfügbar. Darüber hinaus werden viele Krebspatienten in einem Stadium diagnostiziert, in dem der Krebs zu weit fortgeschritten ist, um behandelt zu werden. Biomarker haben die Fähigkeit, die Krebsentdeckung und den Medikamentenentwicklungsprozess erheblich zu verbessern. Darüber hinaus können Biomarker es Ärzten ermöglichen, individuelle Behandlungspläne für ihre Krebspatienten zu entwickeln, und so können Ärzte Medikamente spezifisch auf den Tumortyp ihres Patienten abstimmen. Dadurch kann sich die Ansprechrate des Arzneimittels erheblich verbessern, und/oder die Toxizität des Arzneimittels wird begrenzt und die mit dem Testen verschiedener Therapien verbundenen Kosten sowie die sich daraus ergebende Behandlung von Nebenwirkungen können abnehmen.
Bei chronischen Erkrankungen, deren Behandlung Patienten über Jahre hinweg zur Einnahme von Medikamenten zwingen kann, ist eine genaue Diagnose besonders dann wichtig, wenn starke Nebenwirkungen von der Behandlung erwartet werden. In diesen Fällen werden Biomarker immer wichtiger, weil sie eine schwierige Diagnose bestätigen oder sogar erst ermöglichen können.  Eine Reihe von Krankheiten wie Alzheimer-Krankheit oder Rheumatoide Arthritis beginnen oft mit einer frühen, symptomfreien Phase. In diesen Fällen helfen Biomarker, Hochrisiko-Patienten zuverlässig und rechtzeitig zu identifizieren, so dass sie entweder vor dem Ausbruch der Krankheit oder so bald wie möglich danach behandelt werden können.

## Biomarker in der Medikamentenentwicklung
Biomarker werden auch bei der Entwicklung von Arzneimitteln verwendet. Hier werden Biomarker sowohl in der präklinischen als auch in der klinischen Forschung eingesetzt. Bei der Bewertung potenzieller medikamentöser Therapien kann ein Biomarker als Ersatz für einen natürlichen Endpunkt wie zum Beispiel irreversible Morbidität oder Mortalität verwendet werden. Wenn eine Behandlung einen Biomarker verändert, der eine direkte Verbindung zu einem Krankheitsverlauf hat, dient der Biomarker als Surrogatmarker für die Bewertung des klinischen Nutzens. Zum Beispiel werden Biomarker in Phase-I-Studien verwendet, um Dosierungen und Dosierungsschemata für zukünftige Phase-II-Studien festzulegen. Zur Bestimmung von Biomarkern werden Testsysteme für Tiere und Menschen nach Möglichkeit automatisiert. Zu den häufigsten Tests gehören die Bestimmung der Leber- (z. B. Transaminasen, Bilirubin, alkalische Phosphatase) und Nierenfunktionen (z. B. Serum-Kreatinin, Kreatinin-Clearance, Cystatin C). Andere Biomarker erfassen Verletzungen von Skelettmuskel- (z. B. Myoglobin) oder Herzmuskelzellen (z. B. CK-MB, Troponin I oder T).

## Bildgebende Biomarker
Viele neue Biomarker werden entwickelt, die bildgebende Verfahren einbeziehen. Bildgebende Biomarker haben viele Vorteile. Sie sind normalerweise nicht invasiv und erzeugen intuitiv erfassbare, multidimensionale Ergebnisse. Sie liefern sowohl qualitative als auch quantitative Daten und sind für Patienten in der Regel relativ komfortabel. In Kombination mit anderen Informationsquellen können sie für Ärzte, die eine Diagnose stellen möchten, sehr nützlich sein.
So ist die kardiale Bildgebung ein aktiver Bereich der Biomarkerforschung. Die Koronarangiographie, ein invasives Verfahren, welches eine Katheterisierung erfordert, ist seit langem Standard für die Diagnose von Arterienstenosen. Wissenschaftler und Ärzte entwickeln jedoch nicht-invasive Techniken. Es wird angenommen, dass die Herz-Computertomographie (CT) in diesem Bereich ein großes Potenzial hat. Forscher müssen dabei Probleme im Zusammenhang des calcium blooming zu überwinden. Dies ist ein Phänomen, bei dem Kalkablagerungen die Bildauflösung stören. Andere intravaskuläre Bildgebungstechniken, einschließlich Magnetresonanztomographie (MRT), Optische Kohärenztomographie (OCT) und Nahinfrarotspektroskopie, werden ebenfalls untersucht.
Ein weiterer neuer bildgebender Biomarker beinhaltet radiomarkierte Fluordesoxyglucose als Tracer. Die Positronen-Emissions-Tomographie (PET) kann verwendet werden, um den Ort der Glukoseaufnahme im Körper zu ermitteln. Durch die Verfolgung von Glukose können Ärzte Entzündungsherde ausfindig machen, da Makrophagen den Zucker in hohen Konzentrationen aufnehmen. Tumoren haben ebenfalls einen hohen Glukoseverbrauch und sind somit oft zur Überwachung durch diese Methode geeignet.